# عبد المنعم الفرطوسي
عبد المنعم حسين الفرطوسي (1916 - 19 نوفمبر 1983)  فقيه مسلم وشاعر عراقي.  ولد في قرية الرقاصة من أحياء المجر الكبير بمحافظة ميسان في جنوب العراق ونشأ في النجف وقرأ مقدمات العلوم على أبيه و محمد باقر الشخص وبعض الأساتذة، ثم حضر دروس البحث الخارج على عبد الهادي الشيرازي ومحسن الطباطبائي الحكيم وأبو القاسم الخوئي. كان من المؤسسين لجمعية الرابطة الأدبية في النجف في ثلاثينيات القرن العشرين. له من المؤلفات شروح وحواش ونظم الشعر وملحمة أهل البيت في 8 مجلدات. توفي في أبو ظبي ودفن في النجف. 

## سيرته
ولد عبد المنعم بن حسين بن عيسى بن حسن الفرطوسي النجفي في قرية الرقاصة من أعمال ناحية العدل في المجر الكبير بمحافظة العمارة ونشأ في النجف سنة 1335 هـ ونشأ بها وقرأ المقدمات والسطوح على عدة من العلماء منهم محمد باقر الشخص وغيره ثم حضر الأبحاث العالية على أبو القاسم الخوئي ومحمد علي الجمالي الكاظمي. كان مدرساً ومن تلامذته محمد مھدي الآصفي.

من أساتذته أبو الحسن الموسوي الأصفهاني، محسن الطباطبائي الحكيم، عبد الهادي الشيرازي، أبو القاسم الخوئي، مهدي الظالمي ومحمد طاهر الخاقاني. 

اشتهر في الأوساط العلمية والأدبية في العراق وصار من كبار الشعراء النابغين «سريع البديهة كثير الحفظ رقيق المعنی حسن السكب والإيقاع» و «شاعريته غلبت على علمه» في الفقه الجعفري. «كان يقول القصيدة الطويلة ارتجالا، ويعيد أبياتها عند القراءة، ولا ينسى منها بيتاً ولا يقدم ولا يؤخر.» له ملحمة كبيرة في أصول الدين الخمسة وأحوال أهل البيت. وله شعر كثير نشرت في الصحف العراقية والعربية. كان من المؤسسين لجمعية الرابطة الأدبية في النجف في العقد الثالث من القرن العشرين، وعرف في الأوساط الثقافية بارتجال الشعر وقوة ملكته الأدبية. 

## حياته الشخصية‌
أشقائه عبد الزهراء ومجيد وجبار ومحمد حسين. خلّف الفرطوسي ستة من البنين، ولده الأكبر عبد الرزاق وعلي (مات طفلاً إثر ضربة أصيب بها من أحد الأطفال عندما كان يمرح في ملعب الطفولة)، حسين وحيد وحسن ومحمد. في الثمانينات أعدم نظام صدام حسين أولاد الشيخ الفرطوسي بتهمة الانتماء لحزب الدعوة وهم لا علاقة لهم بحزب الدعوة على أثرها غادر الفرطوسي العراق إلى الإمارات (أبو ظبي) وقد كان ضريراً حينها وبقي هناك حتى وفاته عام 1983. لم يحصل على تكريم لا في عصر صدام ولا بعد صدام.

## مرضه ووفاته
أصيب في أواخر عمره بالعمى وداءً عضالاً في صدره وتدهوراً في جهازه التنفسي. وقد أُدخل المستشفى الأميري في أبو ظبي بالإمارات العربية المتحدة ومكث فيها عدة أشهر حتى وافته المنية وذلك في 14 صفر 1404 هـ/ 19 نوفمبر 1983م (أو يقال في النجف 17 صفر 1403 هـ/ 3 ديسمبر 1982 م)، عن عمر ناهز السبعين عاماً. وقد نقل جثمانه إلى العراق ودفن في مدينة النجف.

## مؤلفاته
- ملحمة أهل البيت، 8 مجلّدات فرغ من نظمها سنة 1977.
- ديوان شعره
- شرح الاستصحاب من رسائل الأنصاري
- شرح كفاية الأصول
- شرح مقدمة المكاسب
- شرح شواهد مختصر المطول
- منظومة في الأشكال والضابطة من علم المنطق
- نظم رواية الفضيلة المنفلوطي
- أرجوزة شعرية في المنطق
- شرح مقدّمة البيع من كتاب المكاسب للشيخ الأنصاري
- شرح كفاية الأُصول للشيخ الآخوند الخراساني
- شرح موجز لحاشية ملّا عبد الله في علم المنطق
- الوجدانيات
- شرح الرسائل للشيخ الأنصاري
- شرح شواهد مختصر المعاني للتفتازاني